# Pagoda birmana
Le pagode birmane si differenziano in tre tipologie di luoghi di culto buddisti: stupa, tempio e santuario. Il termine "pagoda" non è altro che l'impropria traduzione occidentale della parola birmana paya, che letteralmente significa "cosa sacra" e può riferirsi a persone, divinità o luoghi religiosi. Ciò nonostante, l'uso che se ne fa principalmente è quello di intendere un edificio religioso.

## Differenza tra zedi e pahto
Si distinguono due tipi di paya: lo zedi ha la forma di una campana, mentre il pahto ha una pianta quadrata o rettangolare. Presso questi edifici sorgono i monasteri, detti kyaung.
Si ritiene che presso uno zedi (o stupa) siano conservate le reliquie del Buddha oppure oggetti sacri. Generalmente gli zedi più antichi avevano una forma a emisfero o a bulbo, mentre gli zedi più moderni hanno forme più aggraziate e sinuose. Tuttavia, la forma di uno zedi non risulta essere una prova sufficientemente valida per determinarne l'epoca, poiché la Birmania è un paese spesso soggetto a terremoti e molti zedi antichi sono stati ricostruiti in uno stile più moderno. Un esempio di zedi emisferico è la pagoda Kaunghmudaw di Sagaing, mentre un esempio di zedi a bulbo può essere la pagoda Bupaya di Bagan.
I pahto invece sono assimilabili ai templi o ai santuari, anche se il secondo significato sembra essere una traduzione più attinente del termine, giacché non è detto che presso i pahto vi siano monaci o sacerdoti. I pahto in stile mon assumono il nome di gu o ku (dal sanscrito guha che significa "grotta") e sono delle strutture cubiche massicce con piccole finestre e corridoi al pianterreno.
Sia gli zedi che i pahto sono costruiti in modo da ricordare una montagna che il fedele deve scalare, un concetto presente anche nelle piramidi maya e azteche dell'America centrale.

## Galleria d'immagini

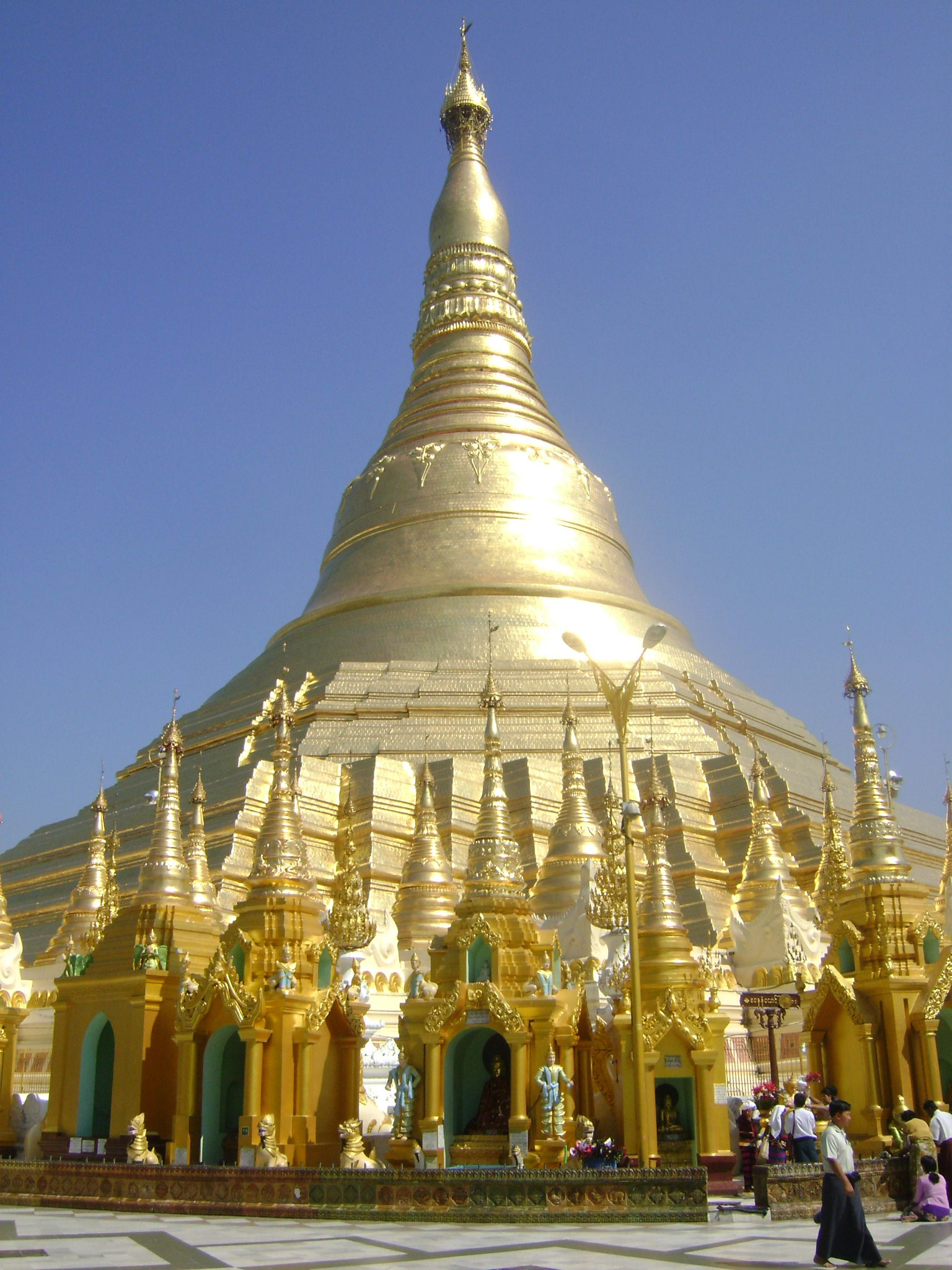
La pagoda Shwedagon (Shwedagon Paya) di Yangon è un famoso esempio di zedi
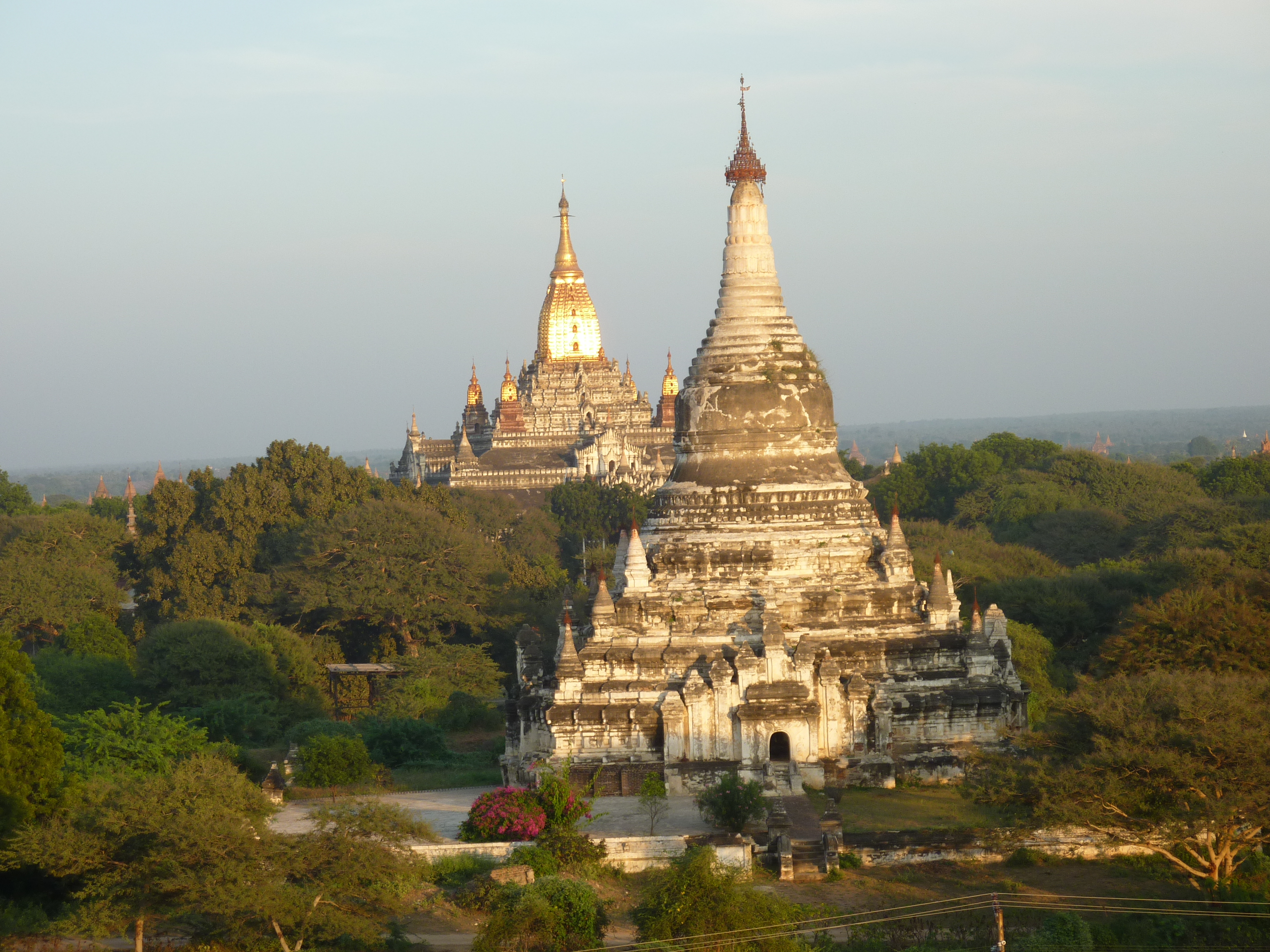
Il tempio di Ananda (Ananda Paya) di Bagan è un esempio di paho
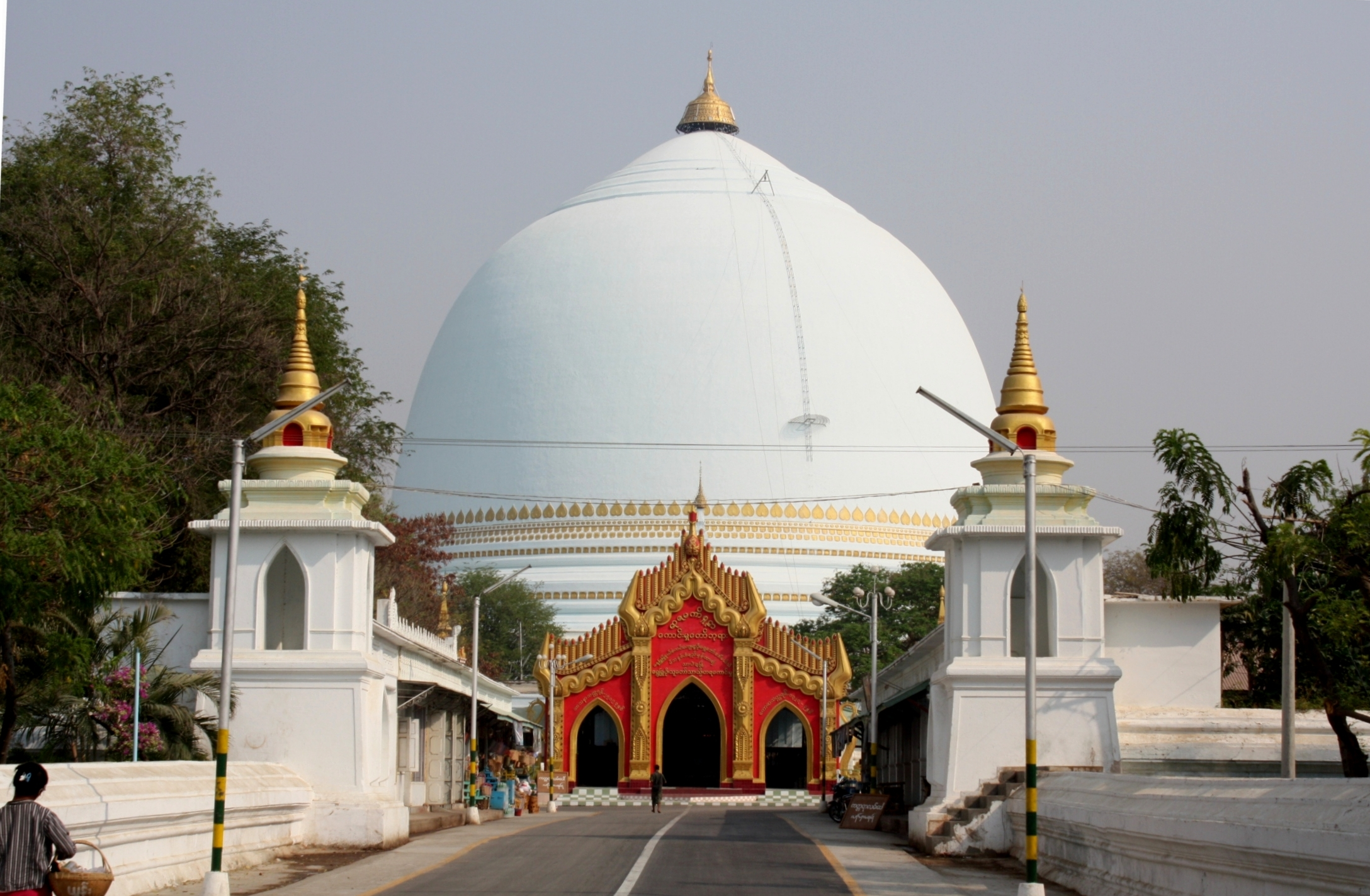
La pagoda Kaunghmudaw di Sagaing è uno zedi emisferico
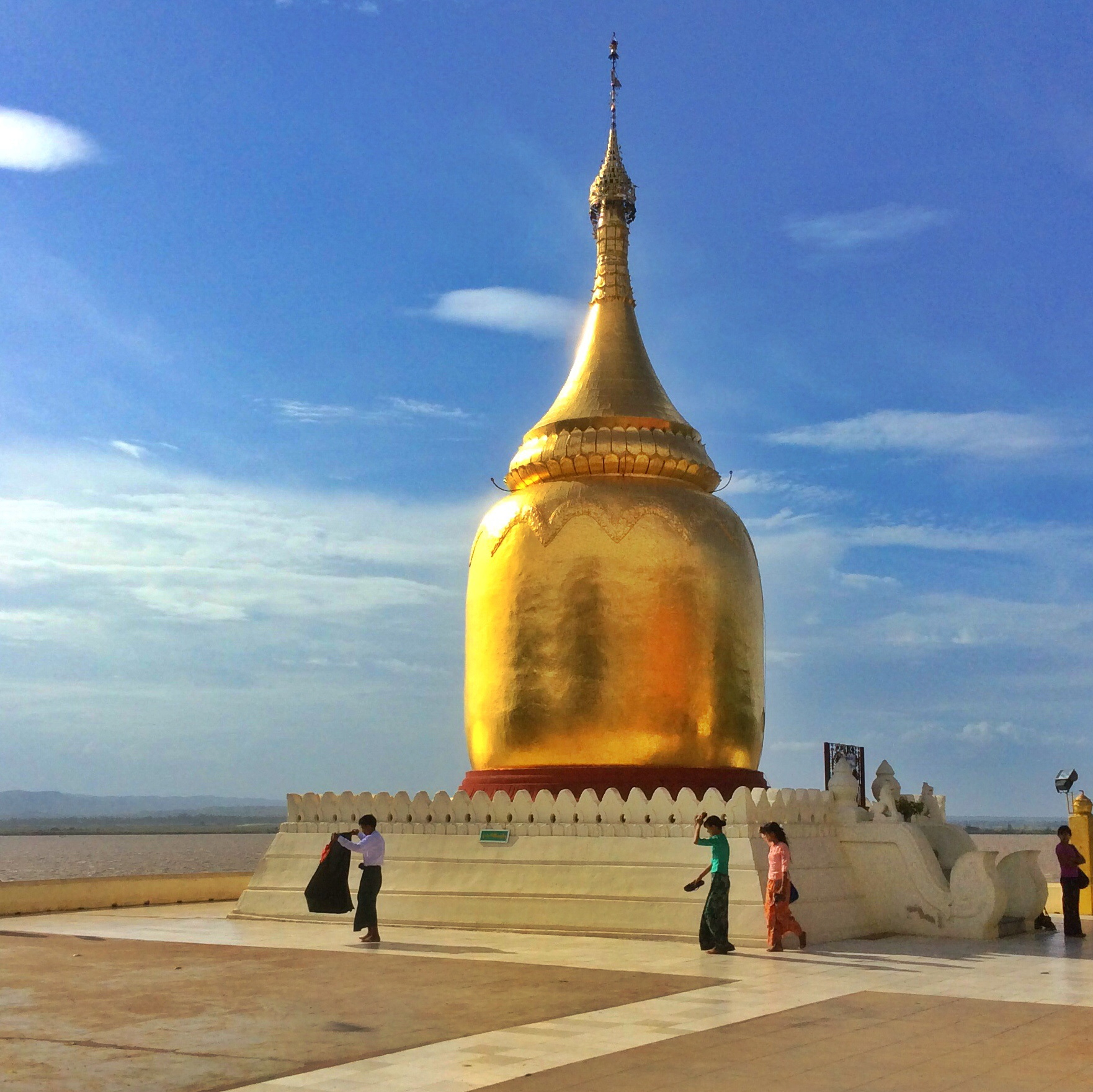
La pagoda Bupaya di Bagan è uno zedi a bulbo